# Ohrid, Montana
Ohrid (în bulgară Охрид) este un sat în comuna Boicinovți, regiunea Montana,  Bulgaria.

## Demografie
Componența etnică a satului Ohrid
     Bulgari (93,09%)
     Romi (2,3%)
     Nicio identificare (4,6%)
     Altele (0%)
La recensământul din 2011, populația satului Ohrid era de 391 locuitori. Din punct de vedere etnic, majoritatea locuitorilor (93,09%) erau bulgari, cu o minoritate de romi (2,3%). Pentru 4,6% din locuitori nu este cunoscută apartenența etnică.